# John Peckham
John Peckham (of Pecham) (ca. 1230 - 8 december 1292) was in de jaren van 1279 tot 1292 aartsbisschop van Canterbury. Hij stamde uit Sussex. Zijn opleiding volgde hij aan de priorij van Lewes. Rond 1250 trad hij toe tot de orde van de Franciscanen. Hij studeerde aan de Universiteit van Parijs onder Bonaventura en aan de Universiteit van Oxford. Na zijn promotie gaf hij hier ook college in de theologie. Door zijn lesstof kwam hij in conflict met Thomas van Aquino, met wie hij bij twee gelegenheden een openbaar debat voerde. Bekend als een conservatieve theoloog verzette hij zich tegen Thomas van Aquino's opvattingen over de aard van de ziel. 
Peckham bestudeerde ook de optica en astronomie. Zijn studies over deze onderwerpen stonden onder invloed van Roger Bacon.